# Antichi siti metallurgici del ferro del Burkina Faso
Gli antichi siti metallurgici del ferro del Burkina Faso sono un gruppo di antichi siti di metallurgia ubicati in cinque località nelle regioni del Nord e del Centro-Nord del Burkina Faso, utilizzati per estrarre il ferro dal minerale. Le più antiche di queste strutture risalgono all'incirca all'800 a.C., il che le rende i più antichi esempi conosciuti di metallurgia in Burkina Faso. Nel 2019, i siti sono stati registrati come Patrimonio dell'umanità dall'UNESCO, per le testimonianze esemplari dell'antica lavorazione dei metalli.

## Descrizione
I cinque complessi di lavorazione dei metalli che costituiscono il Patrimonio dell'umanità si trovano intorno alle città di Douroula, Tiwêga, Yamané, Kindibo e Békuy. In tutto, ci sono 15 rovine di altoforno nei cinque siti, con forni più piccoli, miniere e abitazioni che li circondano. Gli altoforni raggiungono fino a cinque metri di altezza e sono a induzione diretta, richiedendo solo il flusso d'aria ambiente per funzionare. Gli altri forni più piccoli avrebbero richiesto l'uso di soffietti per fornire l'aria necessaria alla combustione. Mentre le grandi fornaci a tiraggio naturale si trovano solo in quelle regioni del Burkina Faso, le fornaci più piccole si trovano in tutto il paese.
Il sito di Tiwêga, situato a 5 chilometri a ovest di Kaya, contiene tre forni a induzione diretta costruiti a forma di tronco di cono. Sulla base di tradizioni orali, queste fornaci potrebbero essere state costruite tra il XV e il XVIII secolo, ed erano ancora in uso durante il periodo coloniale del Burkina Faso, anche se sono necessarie ulteriori ricerche archeologiche per datarle con precisione.
I siti di Yamané e Kindibo contengono anche forni più grandi costruiti in modo simile. Queste fornaci sono state datate rispettivamente al XIII-XIV e X-XI secolo. Le fornaci più piccole circostanti sono molto più recenti, essendo state costruite dopo il XV secolo.
Il sito di Békuy è insolito per la grande quantità di scorie accumulate, con cumuli, vicino alle rovine della fornace, che raggiungono un'altezza di 11 metri. Le fornaci di questo sito sono più antiche (500-400 a.C.) e sono parzialmente sotterranee, richiedendo l'uso di un mantice.
Le fornaci più antiche all'interno di questo gruppo si trovano nel sito di Douroula, con le opere in metallo risalenti all'VIII secolo a.C. Questo sito contiene la più antica testimonianza conosciuta di metallurgia del ferro in Burkina Faso.
Con l'invasione e la colonizzazione del Burkina Faso, nel 1890, da parte dei francesi, e la successiva costituzione della colonia dell'Alto Volta, l'uso di queste antiche fornaci decadde. Tuttavia, il ferro viene ancora estratto e lavorato nella regione.